# Selena Öztaner
Selena Öztaner és una cantant d'òpera turca. És soprano.
Nascuda a Istanbul, Selena Öztaner, va atreure l'atenció amb la seva passió per la música des de nena. A l'edat de vuit anys, es va familiaritzar amb la música clàssica per primera vegada quan va ser admesa al cor infantil d'İçel. A continuació va seguir el Cor de Joventut de l'Òpera Estatal de Mersin i el Cor Polifònic de Mersin.
Va donar el seu primer pas important el 1997 amb la gravació al Conservatori Estatal de la Universitat de Çukurova (Turquia), en cant d'òpera. L'any 2001 va començar a estudiar a Ankara al Conservatori d'Estat de la Universitat d'Hacettepe, cantant d'òpera.
Es va graduar el 2004. Després va aprovar l'examen d'admissió del Màster en el mateix tema. Al setembre de 2005, va anar a Múnic, ja que va rebre una beca a la Europa Akademie der Künste. El 2007, Selena Öztaner es va graduar amb distinció de la classe magistral a la Europa Akademie der Künste en el camp del cant d'òpera. De 2007 a 2014 va ser professora de cant d'òpera a l'Acadèmia de Música de Múnic.
Es casada amb Mert Öztamer, també músic turc.